# Liste der Kantonsstrassen im Kanton Zug
Diese Liste listet alle Kantonsstrassen im Kanton Zug auf.

## Strassen
Die Bezeichnungen der Kantonsstrassen folgen, soweit zutreffend, den eidgenössischen Strassennummern. Kantonsstrassen ohne entsprechende Nummer sind mit Ausnahme der Strasse 4b fortlaufend buchstabiert.

| Nummer | Verlauf                                                                             | Länge (km) |
| ------ | ----------------------------------------------------------------------------------- | ---------- |
| A14    | Autobahn Baar –Walterswil                                                           |            |
| H4     | Kantonsgrenze ZG/ZH (Sihlbrugg)–Walterswil–Zug–Kantonsgrenze ZG/LU (bei Honau)      |            |
| H25    | Kantonsgrenze ZG/AG (Sins)–Zug–Walchwil–Kantonsgrenze ZG/SZ (bei St. Adrian)        |            |
| 338    | Sihlbrugg –Kantonsgrenze ZG/ZH (Sihlbrücke)                                         |            |
| H368   | Zollweid –Hünenberg–Risch–Kantonsgrenze ZG/SZ                                       |            |
| H381   | Zug –Oberägeri–Morgarten–Kantonsgrenze ZG/SZ                                        |            |
| H382   | Cham –Oberwil bei Cham–Kantonsgrenze ZG/ZH (bei Knonau)                             |            |
| 4b     | Zug (Zugerstrasse M–Baarerstrasse )                                                 |            |
| A      | Rotkreuz B–Kantonsgrenze ZG/LU (bei Meierskappel)                                   |            |
| B      | Rotkreuz –Buonas                                                                    |            |
| C      | Cham –Hünenberg                                                                     |            |
| D      | Matten –Bützen–Kantonsgrenze ZG/ZH (bei Maschwanden)                                |            |
| E      | Halten –Hagendorn–Rumentikon                                                        |            |
| F      | Grindel G–Hinterberg–Alpenblick                                                     |            |
| G      | Alpenblick –Anschluss Zug –Grindel–St. Martin H                                     |            |
| H      | Rank –Sennweid–Bibersee–Kantonsgrenze ZG/ZH (bei Knonau)                            |            |
| J      | Baar (Nordstrasse) – Zug (Steinhauserstrasse) H                                     |            |
| K      | Baar (Weststrasse) –Blickensdorf–Gulmatt–Kantonsgrenze ZG/ZH (bei Kappel/Uerzlikon) |            |
| L      | Baar –Geissbühl–Moos–Talacher                                                       |            |
| M      | Südstrasse –Zugerstrasse 4b                                                         |            |
| N      | Ziegelbrücke –Baarburg–Hinterburgmühle P                                            |            |
| O      | Sihlbrugg –Tännlimoos–Kantonsgrenze ZG/ZH (bei Ebertswil)                           |            |
| P      | Sihlbrugg 338–Neuheim–Edlibach–Schmittli                                            |            |
| Q      | Nidfuren –Edlibach–Menzingen–Finstersee–Kantonsgrenze ZG/ZH (bei Sihlbrücke)        |            |
| R      | Oberägeri –Grenze ZG/SZ (bei Biberbrugg)                                            |            |
| S      | Moosrank –Allenweiden–Schmittli                                                     |            |
| T      | Neuheim (Felderhus) P–Neuheim                                                       |            |
| U      | Zug (Feldstrasse –Baarerstrasse 4b)                                                 |            |

Stand: 1. Januar 2012